# Manuela Lutze
Manuela Lutze (20 de marzo de 1974 en Blankenburg am Harz, Alemania) es una medallista olímpica (dos medallas de oro y una de bronce) en la especialidad de scull que compitió en los Juegos Olímpicos en cuatro ocasiones. Además,  ha ganado cinco medallas de oro en cuatro scull en los Campeonatos Mundiales de Remo, por primera vez en el lago de Aiguebelette, Francia, en 1997.